# Ismail Al-Amour
Ismail Al-Amour (arabul: إسماعيل العمور; Gáza, 1984. október 2. –) palesztin labdarúgó, az élvonalbeli Jabal Al Mukaber középpályása. Ismert cseleiről.

## Pályafutása

### A válogatottban
2005-ben mutatkozott be a palesztin válogatottban. Részt vett a 2015-ös Ázsia-kupán. 2015-ig 45 mérkőzésen szerepelt, és 7 gólt szerzett.